# Pseudo-Isidoro
Pseudo-Isidoro è il nome con cui è noto l'autore (o più probabilmente gli autori) di un'estesa e influente raccolta di decretali, lettere ed altri documenti ecclesiastici apocrifi, prodotta intorno all'anno 850, nel nord-est della Francia, sotto il nome, non meglio identificato, di Isidoro Mercator. Una volta accertata la natura spuria dei materiali contenuti, la raccolta di testi giuridici è stata chiamata Decretali dello Pseudo-Isidoro o Decretali pseudoisidoriane.

## Introduzione
Le Decretali dello Pseudo-Isidoro, note anche come Pseudo Isidoriana, sono una raccolta di documenti falsamente attribuiti ai papi dei primi secoli, da Clemente I a Gregorio I, inserite nel IX secolo in una raccolta di norme da un certo Isidoro Mercator. Il nome di Decretali dello Pseudo-Isidoro divenne espressione di uso comune quando, nel XV secolo, si impose la critica testuale. Poiché le decretali e le lettere non papali sono unite a canoni spagnoli spuri e ad altri falsi documenti, il loro primo editore, Bernhard Eduard Simson, nel 1886, diede loro il titolo di Pseudo-Isidorian Forgeries ("Falsi dello Pseudo-Isidoro").
Una misura dell'ampia diffusione che ebbe la collezione nel Medioevo può trarsi dalla sopravvivenza di 75 documenti della collezione dello Pseudo-Isidoro e dal fatto che spesso la copia di un singolo documento differisce da altre copie dello stesso documento. La raccolta si accrebbe progressivamente con l'aggiunta di nuovo materiale a quello preesistente. Il falsario si basò sulla collezione Hispana Gallica Augustodunensis, interpolando i suoi falsi ai documenti autentici ivi conservati, mentre il Liber pontificalis fu usato dal falsario come una guida storica.
Nella collezione dello Pseudo-Isidoro fu ad un certo punto inserito un altro falso, ma precedente, la Donazione di Costantino. Le falsificazioni furono accertate in base all'uso anacronistico della lingua della Vulgata e del Breviarium alaricianum (risalente al 506) nelle decretali dei primi papi. Tali lettere erano sconosciute prima dell'852-857, per cui questo intervallo rappresenta il terminus ante quem della composizione.
Fu necessario un enorme lavoro e altrettanta erudizione per creare tutta l'opera. Per attestarne la credibilità, non poté mancare l'utilizzo di un'ampia scelta di fonti storiche genuine. L'opinione generale è che l'operazione fu condotta in Francia, avendo a scopo la riaffermazione dell'autonomia dei vescovi dal potere laico e il rafforzamento dell'autorità pontificia.

## L'autore
Il nome Pseudo-Isidoro fu dato all'autore - o agli autori - da studiosi posteriori, che lo chiamarono anche Isidoro Mercator, nome da non confondere con il noto e precedente Isidoro di Siviglia.
Alla stesura dell'opera provvidero probabilmente mani diverse, tutte però sotto il controllo di un'unica regia, la cui identità resta sconosciuta; è stato provato che i manoscritti utilizzati provenivano dalla biblioteca dell'abbazia di Corbie, il cui abate, in carica dall'842 all'847, Pascasio Radberto, potrebbe pertanto essere stato uno dei responsabili dell'operazione. L'insieme dei falsi documenti fu completato intorno agli anni 847-852 e fu diffuso nella diocesi di Reims: è possibile che a richiederne la stesura sia stato Ebbone, arcivescovo di Reims negli anni 840 e 841.

## I documenti
Le falsificazioni riscontrate sono le seguenti:
1. L'aggiunta di falso materiale a una precedente e autentica collezione spagnola di testi di concili e di lettere papali datate dal IV all'VIII secolo, la cosiddetta Hispana Gallica Augustodunensis, nome derivante da un manoscritto proveniente dalla città francese di Autun (in latino Augustodunum).
2. Una collezione di false leggi franche, forse tratte dai Capitolari del VI - IX secolo, i cosiddetti Capitularia Benedicti Levitae, dal nome del cosiddetto diacono Benedetto, il quale dichiara falsamente di aver aggiornato e completato la nota collezione dell'abate Ansegiso di Fontenelle (morto nell'833).
3. Una breve collezione di procedure penali, i cosiddetti Capitula Angilramni, falsamente attribuita a papa Adriano I che, a dire dell'autore, li avrebbe inviati al vescovo Angilramno di Metz.
4. Un'ampia collezione di circa 150 lettere papali contraffatte, la maggior parte delle quali si fingono scritte da papi dei primi tre secoli. Nell'introduzione, l'autore della collezione si presenta come vescovo Isidoro Mercator. Oltre a tali lettere, vi sono testi di concili e lettere papali risalenti a un periodo compreso fra il IV e l'VIII secolo, falsificate in parte o contenenti interpolazioni. Quest'ultimo materiale deriva dalla Hispana Gallica Augustodunensis.

Altre falsificazioni minori sono:
1. Le cosiddette Excerptiones de gestis Chalcedonensis concilii
2. Lo Spicilegium Solesmense
3. Interpolazioni nel manoscritto Hamilton 132
4. La Collectio Danieliana.

## Il contesto storico
La storia turbolenta dell'Impero carolingio nella prima metà del IX secolo fa da sfondo alla scena in cui fu organizzata l'opera di falsificazione. Negli anni trenta l'imperatore Ludovico il Pio fu deposto dai figli, salvo riguadagnare il trono pochi anni dopo con il concilio di Thionville. Arcivescovi e vescovi giocarono un ruolo importante: essi gli imposero penitenze per la sua vita da loro giudicata peccaminosa, in modo da preparare e giustificare la sua deposizione. Quest'intrusione nelle vicende politiche dell'Impero si dimostrò disastrosa per alcuni di questi ecclesiastici: essi, con una procedura piuttosto sommaria, furono infatti privati dei loro benefici ed esiliati. È per questo motivo che il principale interesse del falsario fu la difesa della legittimità dei vescovi nell'ingerirsi nella vita politica dell'Impero.
Lo Pseudo-Isidoro intese anche privilegiare i poteri papali, assoggettando loro ogni altra autorità ecclesiastica. Al tempo della composizione delle Decretali, il papato stava cadendo nel suo punto più basso, morale e istituzionale, che toccherà infatti nei successivi secoli IX e X, e non era in condizione di esercitare nessuna delle prerogative che lo Pseudo-Isidoro avrebbe voluto attribuirgli. In qualche modo quelle falsificazioni contribuirono anche a far cadere il papato in quella situazione, per quanto tale conseguenza fosse ben lontana dalle intenzioni dei perpetratori di quella frode.

## Contenuto
Le decretali falsamente attribuite ai primi papi martiri affermano la proibizione di accusare un vescovo di delitti, condannando alla dannazione eterna chi si permettesse di perseguire un vescovo. In caso dell'apertura di un processo contro un vescovo, questi avrebbe diritto tanto a scegliere i propri giudici che di appellarsi al papa: in sostanza, se ne stabiliva l'impunità.
Nello stesso tempo vi è un'accentuata animosità contro metropolitani e arcivescovi, che possono agire fuori la loro diocesi unicamente con il consenso di tutti i vescovi della provincia, ciascuno dei quali può appellarsi al papa contro di loro: ma nel IX secolo il papa non aveva ancora il potere che otterrà non prima di tre secoli dopo. Altre parti dei falsi trattano in modo convenzionale questioni di ortodossia di fede, in particolare le relazioni fra le tre persone della Trinità: anche la liturgia e i sacramenti sono argomenti che interessano lo Pseudo-Isidoro.
La collezione delle lettere papali e dei testi conciliari riempie più di 700 pagine dell'edizione curata da Paul Hinschius, le Decretales Pseudoisidorianae et Capitula Angilramni, stampata a Lipsia nel 1863. I falsi, lungi dall'essere invenzioni di sana pianta, sono inseriti come tessere nel mosaico di testi autentici e mostrano una notevole erudizione da parte dell'autore. La Bibbia, il Diritto romano, le legislazione franca e visigota, i testi conciliari, le lettere papali autentiche, statuti locali, scritti teologici, opere di storia, sono la miniera dell'opera del falsario. Si sono identificate centinaia di fonti diverse e i risultati non sono probabilmente definitivi. Inoltre, i falsi non sono costituiti da materiali semplicemente copiati ma sono artisticamente adattati nei diversi contesti; così, certe false sentenze di circa dieci parole appaiono in non meno di otto differenti versioni.

## Le conseguenze delle false Decretali
Per circa due secoli esse furono poco note: per quanto fossero conosciuti un buon numero di manoscritti risalenti al IX o X secolo, nel complesso si sono conservati meno di cento manoscritti, databili dal IX al XVI secolo, e le collezioni canoniche citano appena le false Decretali fino all'XI secolo.
Nell'XI secolo la situazione cambiò rapidamente, sotto l'impeto delle riforme gregoriane e della lotta per le investiture. La spinta dei movimenti riformatori monastici e gli sforzi di alcuni imperatori fece sì che un gruppo di cardinali e una serie di papi si sforzarono di eliminare tanto gli abusi ecclesiastici quanto il controllo imperiale sulla Chiesa, già liberata in gran parte dall'influsso della nobiltà romana. I tentativi dei riformatori entrarono in conflitto con i poteri temporali ma i vescovi-feudatari rappresentavano la spina dorsale della struttura dell'amministrazione imperiale, cosicché gli Imperatori erano costretti a intervenire nella loro nomina. La mescolanza dei due poteri, temporale e spirituale, costituiva un peccato mortale agli occhi dei sinceri riformatori: non a caso, secondo la tradizione, san Pietro aveva condannato Simon Mago per la sua volontà di comperare i poteri ecclesiastici, unendo il mondano allo spirituale.
Stante questa situazione, le false lettere attribuite a venerabili papi del passato furono un'autentica benedizione per le tesi dei riformatori ecclesiastici, dal momento che esse furono utilizzate per dimostrare che le pratiche introdotte dagli imperatori erano in stridente contraddizione con le più antiche tradizioni della Chiesa. Le Decretali ebbero un duplice effetto: garantirono l'indipendenza dei vescovi dal potere laico ma li posero anche sotto lo stretto controllo del papa romano.
Questa tendenza prevalse fino al 1140 circa: il canonista Graziano pubblicò la Concordia discordantium canonum che sostituì sempre più le vecchie collezioni, venendo così considerata la più autorevole. Graziano fece anche uso di testi tratti dall'arsenale dei falsi, ma forse soltanto in modo indiretto; con la sua opera, l'influsso immediato delle false Decretali giunse alla fine. Già base delle leggi di procedura, la loro tendenza quasi si rovesciò rispetto a quel che i falsari avevano inteso rappresentare nel IX secolo: l'indipendenza dei vescovi, che quelle Decretali intendevano garantire, fu sempre più annullata dal sopraggiunto potere sovrastante della Chiesa romana.
Durante il Medioevo sorsero dubbi sulla genuinità delle lettere papali e con il progredire degli studi filologici, i dubbi si rafforzarono: già il filosofo umanista, cardinale Nicola Cusano, notò in loro anacronismi, come il fatto che un papa martire come Clemente I avesse voluto considerare preminenti determinate chiese locali rispetto ad altre basandosi sul fatto che i pagani avessero loro sacerdoti originari di quelle città. Nel XVI secolo gli storici protestanti criticarono sistematicamente le Decretali, pur non riuscendo a riconoscerne la falsità, finché il pastore calvinista David Blondel riuscì a dimostrare che in quegli scritti i papi dei primi secoli citavano nelle loro supposte lettere scrittori di secoli posteriori; a tale proposito, pubblicò nel 1628 il suo risolutivo studio Pseudoisidorus et Turrianus vapulantes, polemicamente diretto contro gli scritti del gesuita Francisco Torres, il maggiore sostenitore dell'autenticità delle Decretali. Dopo vani tentativi di alcuni teologi cattolici di sostenere l'autenticità di quei documenti, dal XIX secolo nessuno mette più in dubbio le falsificazioni presenti nelle Decretali.